# 대이진
대이진(大彝震, ?~858년 2월)은 발해의 제11대 왕이다. 발해 제10대 왕 선왕의 손자이며 아버지는 대신덕(大新德)이다. 연호는 함화(咸和)를 사용하였다. 시호는 미상이다. 유득공의 《발해고》에서는 왕이진(王彝震)이라고 기록되어 있다.
신당서 219권에 의하면 아버지 신덕이 일찍 죽어(蚤死) 손자인 그가 계승했다 한다. 일설에는 그가 칭제했다는 설이 있다. 거란의 사서 요사 권38 지8 지리지(地理志)2 동경요양부편에 의하면 황제를 참칭했다는 것이다.

## 생애
선왕 대인수의 손자이며 그의 아들 대신덕의 아들이다. 신당서 219권에는 인수의 손자라 하며, 신덕의 장남인지 아닌지 여부는 알 수 없다. 구당서 199권에는 인수가 죽고 권지국무 이진을 발해국왕으로 봉했다고만 나타난다. 
830년 선왕 사후 그가 계승했다. 구당서 199권에는 즉위 첫해 당나라로 사신을 보내, 조공을 바쳤다. 구당서 199권에 의하면 그는 권지국무(權知國務)라 칭했다. 바로 당나라에서는 그를 은청광록대부 검교비서감 도독(銀青光祿大夫 檢校秘書監 都督)직을 내리고 발해국왕(渤海國王)으로 책봉했다. 구당서 17권하권에 의하면 831년 5월 기축일에 권지발해국국무(權知渤海國國務) 검교비서감 흘한주도독 발해국왕에 책봉했다 한다.
831년 당나라에 사신을 보낼 때, 아들 대명준(大明俊) 등을 딸려 보냈다. 832년 1월 당나라에서 책명(冊命)을 내린 것에 대한 감사 사절단으로 발해국의 동중서문하평장사 고보영(高寶英) 등을 당나라로 보냈으며, 유학생 3인을 딸려보냈다. 당나라의 수보영(隨寶英) 등의 청으로 상도로 보내져 학문을 닦게 하고 먼저 보낸 유학생 3인은 발해로 귀국시켰다. 그해 2월 왕자 대선성(大先晟) 등 6인과 사신을 당나라로 보냈다. 구당서 199권에 의하면 이후 어떤 이유에서였는지 발해국에서는 당나라에 대한 조공을 끊었다 한다. 그러나 신당서 219권 발해전에는 대현석이 당 의종 연간에 사신을 세번 보냈다는 기록이 있어 서로 앞뒤가 안 맞는다. 
어느 때인지 알 수 없으나 중국 베이징 덕승문(德勝門) 밖에서 출토된 장건장 묘지(張建章 墓誌)에 의하면 그는 사빈경(司賓卿) 하수겸(賀守謙) 등의 사절을 당나라 유주(幽州)에 파견, 유주부(幽州府)에서는 발해로 답방할 사람을 뽑아 안풍현위(安次縣尉)로 있던 장건장을 대표로 삼고 영주사마(瀛州司馬)란 임시 직책으로서 붉은 관복을 입고 사신으로 파견했다. 833년 가을 장건장은 두 척의 배를 타고 사절을 데리고 발해를 방문, 834년 9월에 발해 상경에 도착하니 대이진은 예우를 극진하게 하여 머물도록 하였고, 해가 바뀌자 귀국했다. 장건장 일행이 유주로 귀환할 때 이진왕은 크게 잔치를 열고, 많은 물품과 보기(寶器), 명마(名馬), 무늬가 있는 짐승 가죽 등을 주어 전송하였다. 이들은 835년 8월에 유주로 귀환했다 한다.
신당서 219권 발해전에 의하면 이진왕은 당 문종 연간에 12번의 사절단을 보냈다 한다.
거란의 사서 요사 권38 지8 지리지(地理志)2 동경요양부편에 의하면 이진은 황제를 참칭하고 궁궐을 지었으며, 5경(京)·15부(府)·62주(州)를 정했다 한다.

## 가계
아들 대광성은 구당서에는 대광성으로 나오는데 책부원귀에는 이름이 대선성(大先晟)으로 나타난다.
- 조부 : 선왕(宣王, 大仁秀)(재위 : 818년~831년)
  - 부 : 대신덕(大新德)
    - 화왕(大彝震)
      - 왕자 : 대명훈(大明訓)
      - 왕자 : 대명준(大明俊)
      - 왕자 : 대광성(大光晟)
      - 왕자 : 대창휘(大昌輝)
      - 왕자 : 대연광(大延廣)
      - 왕자 : 대입악(大立萼)

    - 동생 : 원왕(大虔晃, 재위 : 857년~872년)

## 같이 보기
- 신라
  - 흥덕왕(826년 - 836년)
  - 희강왕(836년 - 838년)
  - 민애왕(838년 - 839년)
  - 신무왕(839년)
  - 문성왕(839년 - 857년)